# 索菲亞·薩莫德金娜
索菲亞·弗拉基米羅夫娜·薩莫德爾金娜（俄语：Софья Владимировна Самоделкина，Sofia Vladimirovna Samodelkina，2007年2月18日—），於俄罗斯莫斯科出生，是一位俄罗斯女子花样滑冰运动员。